# RIB Software
Die RIB Software GmbH mit Sitz in Stuttgart ist ein Softwareanbieter im Bereich der Enterprise-Resource-Planning für das Bauwesen. Das Unternehmen ist eine 100-prozentige Tochtergesellschaft der Schneider Electric SE.
RIB ist in den Regionen EMEA, APAC und Nordamerika mit eigenen Niederlassungen vertreten. Insgesamt verfügt die RIB über mehr als 20 Niederlassungen weltweit.

## Geschichte
Im Jahr 1961 gründeten Volker Hahn, Fritz Leonhardt und Friedrich Wilhelm Bornscheuer in Baden-Württemberg das Recheninstitut im Bauwesen (RIB).
Die Technische Hochschule Stuttgart etablierte sich in dieser Zeit als ein Zentrum für EDV im Bauwesen. Am Institut für Luft- und Raumfahrt führte der Bauingenieur John Argyris ein Finite-Elemente-Programm (FEM) ein. Diese inneruniversitäre Entwicklung brachte das RIB für die Bemessung von Platten, Scheiben und Faltwerken auf den Markt. RIB entwickelte auch das erste Programmsystem „Allgemeine Stabtragwerke“ (PRAKSI), das in der Ed. Züblin AG für zum Einsatz kam.
Ende der 1960er Jahre begann RIB die Entwicklung eines ersten AVA-Systems: Das Batch-System IDEAL, konzipiert für große Rechenanlagen. Im Jahre 1970 begann der Gemeinsame Ausschuss für Elektronik im Bauwesen (GAEB) die Arbeit am Standardleistungsbuch. Mit der RIB-Software konnte das Standardleistungsbuch den Regeln entsprechend bearbeitet werden.
Die Markteinführung des Programmsystems IDEALOG für AVA fand 1979 statt. IDEALOG wurde gleichzeitig mit den damals bekannten, dialogfähigen Betriebssystemen für Großrechenanlagen, BS2000 und Time-Sharing Option (TSO), entwickelt. 1985 wurde die erste Stufe einer integrierten Datenübernahme von CAD-Daten in die AVA von IDEALOG realisiert. Die IDEALOG-Module für AVA und Kostenschätzung wurden unter einer Generallizenz für alle öffentlichen Bauverwaltungen des Bundes und der Länder eingesetzt (Projekt Isybau).
Innerhalb des Arbeitskreises für Bauauftragsrechnung (BAR) wurden im Jahr 1992 gemeinsam mit Entwicklern der RIB die Anforderungen an eine Software für Bauunternehmen erarbeitet. Mit der fachlichen Unterstützung großer deutscher Baukonzerne, wie Strabag, Bilfinger Berger, Züblin, Heilmann & Littmann, Dyckerhoff & Widmann, Walter Bau sowie Heidelberg Cement entwickelt RIB 1994 die Komplettlösung ARRIBA für AVA, Kalkulation und Baumanagement. Die RIB-Programmsysteme werden zudem auf Microsoft-Windows-Technik umgestellt.
Zur Realisierung neuer Lösungen verstärkte gründete RIB 2004 ein R&D-Center im chinesischen Guangzhou. Die neue Software RIB iTWO für BIM 5D kam 2009 auf den deutschen Markt. iTWO führt neben den Geometriedaten auch die für das Bauprojekt erforderlichen Ressourcen wie etwa Baustoffe, Maschinen oder Personal sowie Termine und Prozesse zusammen.
Von Februar 2011 bis November 2021 war die RIB-Aktie im Prime Standard der Frankfurter Wertpapierbörse notiert. Nach einem Ranking der Munich Strategy Group aus Dezember 2016 lag RIB auf Platz 1 der TOP 100 Unternehmen des deutschen Mittelstands hinsichtlich der Auswahlkriterien Umsatzwachstum und Ertragsquote. Im April 2017 wurde die Umwandlung in eine Europäische Gesellschaft (Societas Europaea/SE) bekannt gegeben.
Im Februar 2020 kündigte der französische Schneider-Electric-Konzern ein öffentliches Übernahmeangebot für RIB Software an; durch das Angebot von Schneider in Höhe von 29 Euro pro Aktie wird RIB mit 1,5 Milliarden Euro bewertet. Am 10. Juli 2020 war die Übernahme vollzogen.

## Produkte
- RIB iTWO – Modellbasierte Planung, AVA, Steuerung & Controlling[15]
- RIB 4.0 – Integrierte Unternehmens- und Projektplattform
- RIB Finance – Kaufmännische ERP Lösung
- RIB Civil – CAD-Software für Straßen- und Tiefbau
- RIB e-Vergabe – Elektronische Ausschreibung und Vergabe
- RIB Site – Mobiles Bau & Projektmanagement
- RIB FM – Facility Management - Lösung für Instandhaltung und Betrieb
- RIB BI+ – Datenanalyse und Business Intelligence
- RIB One Prefab – Durchgängige Vorfertigungsprozesse
- RIB Personal – Baulohn- und Gehaltsabrechnung
- RIBTEC – Software für Tragwerksplanung

## Übernahmen, Beteiligungen und Joint Ventures
Im Jahr 2012 wurden drei Übernahmen getätigt: Im September erwarb RIB das in den USA ansässige Softwareunternehmen MC². Am 30. September gab RIB bekannt, dass eine Mehrheitsbeteiligung an dem in Australien ansässigen Projektmanagement-Software Herstellers ProjektCenter übernommen wurde. Im November erwarb RIB eine Mehrheitsbeteiligung an U.S. Cost.
Im August 2013 übernahm RIB die Mehrheitsbeteiligung an der Cosinus Informationssysteme GmbH, einem Anbieter von Microsoft Dynamics NAV. 2014 erwarb die RIB Software AG das in Dänemark ansässige Cloud (SaaS) Software-Unternehmen Byggeweb A/S (Docia) und 75 % der Anteile an Iceprice, einem Anbieter einer E-Commerce Plattform für die Bauindustrie.
Im Juli 2015 übernahm RIB das spanische Bausoftware-Unternehmen Soft SA.
Ende November 2016 beteiligte sich RIB zu 25 % an der Exactal Group Limited, ein Hongkonger Softwarehersteller für die Bauindustrie. Zudem wurde von RIB und Flextronics das Joint Venture YTWO Formative gegründet.
Im Januar 2018 wurde der Anteil an der Exactal Group Limited auf 100 % erhöht. Im Februar 2018 übernahm das Unternehmen 51 % der Anteile an der sächsischen Gesellschaft Datengut.